# РК Колубара
Рукометни клуб Колубара је рукометни клуб из Лазаревца, Србија. Клуб је основан 1960. године и тренутно се такмичи у Супер А Лиги Србије.

## Успеси

### Национална такмичења
- Национално првенство - 1
  - Суперлига Србије
    - Првак (1) : 2009/10.
    - Други (2) : 2007/08, 2008/09.
- Национални куп - 2
  - Куп Србије
    - Победник (2) : 2008/09., 2009/10.
    - Финалиста (1) : 2007/08.
- Национални суперкуп - 0
  - Суперкуп Србије
    - Финалиста (1) : 2009.

### Међународна такмичења
- ЕХФ Куп победника купова
  - Четвртфинале: 2009/10.

## Познати бивши играчи
- Момир Илић
- Лазар Жарковић
- Срђан Јовановић
- Милан Вучићевић
- Милан Павлов
- Филип Ристић
- Милош Лончар
- Лазар Савић
- Ненад Пуљезевић
- Данијел Анђелковић
- Немања Прибак
- Давид Рашић
- Обрад Радуловић
- Предраг Дачевић
- Младен Ракчевић
- Иван Понграчић
- Марко Радовановић
- Дејан Васић
- Александар Пилиповић
- Иван Ломић
- Душан Ненадић
- Зоран Зубић
- Владимир Ђорђевић
- Славољуб Митровић
- Милан Благојевић
- Иван Рајичевић
- Милош Милинић
- Миралем Бећировић
- Милашин Тривић
- Бојан Томић
- Стефан Марковић
- Петар Петровић
- Душан Милићевић
- Милош Вукосавић
- Дејан Николић
- Данило Лековић
- Шандор Ходик
- Ратко Вујовић
- Бранислав Радишић
- Недељко Јовановић

## Познати тренери
- Саша Бабић
- Владимир Драгићевић